# Lambdina peccataria
Lambdina peccataria là một loài bướm đêm trong họ Geometridae.